# Regimiento Logístico n.º 3 "Victoria"
El Regimiento Logístico n.º 3 de Montaña “Victoria” es una unidad de infantería del Ejército de Chile creada el 2 de agosto de 1880, durante la Guerra del Pacífico (1879-1884), como Batallón Movilizado “Victoria” por decreto del presidente Aníbal Pinto Garmendia. Fue integrado inmediatamente a la II división del ejército del norte bajo el mando de Emilio Sotomayor. Combatió en la batalla de Chorrillos y la de Miraflores bajo el mando de Enrique Baeza Sotomayor. Permaneció en Perú tras la ocupación de Lima y luchó finalmente en la batalla de Huamachuco, en esta última bajo las órdenes del teniente Abel García y el subteniente Juan de la Cruz Moreno.: 309 
Durante la batalla de Huamachuco, un piquete del Victoria fue encargado de amunicionar las fuerzas chilenas.: 314 

## SigloXX
El 7 de febrero de 1977 se creó en la ciudad de Valdivia el Batallón Logístico N.º 3 "Valdivia", que en el curso de la modernización del arma fue trasladado, el 19 de diciembre de 1999, a la Provincia de Malleco, donde es fusionado con el Batallón de Transporte N.º 4 "Victoria" y rebautizado, 10 años después, con su actual denominación.
En el año 2014 su comandante Claudio González Delard lo definió como «un regimiento logístico, de abastecimiento, administrador de higiene ambiental y de medicina veterinaria, además de transporte ... es una unidad única en su tipo, la cual atiende y asiste al resto de los regimientos desde Los Andes hasta Puerto Varas«»».